# Nikita Setchell
Nikita Setchell, född 7 augusti 2000, är en brittisk kanotist som tävlar i kanotslalom.

## Karriär
I augusti 2018 tog Setchell guld i K1 vid junior-EM i Bratislava samt brons i lagtävlingen. I juli 2021 tog hon guld i extrem kanotslalom vid U23-VM i Ljubljana. Följande månad tog Setchell silver i extrem kanotslalom vid U23-EM i Solkan samt även silver i lagtävlingen i K1. I juli 2022 försvarade hon sitt guld i extrem kanotslalom vid U23-VM i Ivrea.
I maj 2024 tog Setchell brons i kajakcross vid EM i Tacen. Vid EM 2025 i Vaires-sur-Marne tog hon brons i lagtävlingen i K1 tillsammans med Kimberley Woods och Lois Leaver.